# Костешть (Румунія)
Костешть, Костешті (рум. Costești) — місто у повіті Арджеш в Румунії. Адміністративно місту підпорядковані такі села (дані про населення за 2002 рік):
- Броштень (629 осіб)
- Лечень (195 осіб)
- Пирву-Рошу (673 особи)
- Поду-Броштень (498 осіб)
- Смей (170 осіб)
- Стирч (263 особи)

Місто розташоване на відстані 99 км на захід від Бухареста, 21 км на південь від Пітешть, 92 км на північний схід від Крайови, 123 км на південний захід від Брашова.

## Населення
За даними перепису населення 2002 року у місті проживали 10 868 осіб.
Національний склад населення міста:
| Національність   | Кількість осіб | Відсоток |
| ---------------- | -------------- | -------- |
| румуни           | 10760          | 99,0%    |
| цигани           | 102            | 0,9%     |
| німці            | 3              | < 0,1%   |
| угорці           | 2              | < 0,1%   |
| росіяни-липовани | 1              | < 0,1%   |

Рідною мовою назвали:
| Мова      | Кількість осіб | Відсоток |
| --------- | -------------- | -------- |
| румунська | 10858          | 99,9%    |
| циганська | 7              | 0,1%     |
| угорська  | 3              | < 0,1%   |

Склад населення міста за віросповіданням:
| Релігія            | Кількість осіб | Відсоток |
| ------------------ | -------------- | -------- |
| православні        | 10755          | 99,0%    |
| п'ятдесятники      | 54             | 0,5%     |
| адвентисти         | 19             | 0,2%     |
| не релігійні       | 15             | 0,1%     |
| лютерани           | 7              | 0,1%     |
| римо-католики      | 6              | 0,1%     |
| греко-католики     | 2              | < 0,1%   |
| бретрени           | 2              | < 0,1%   |
| не вказали релігію | 1              | < 0,1%   |

## Зовнішні посилання
- Дані про місто Костешть на сайті Ghidul Primăriilor [Архівовано 21 червня 2013 у Wayback Machine.]